# Studium Biblicum Franciscanum

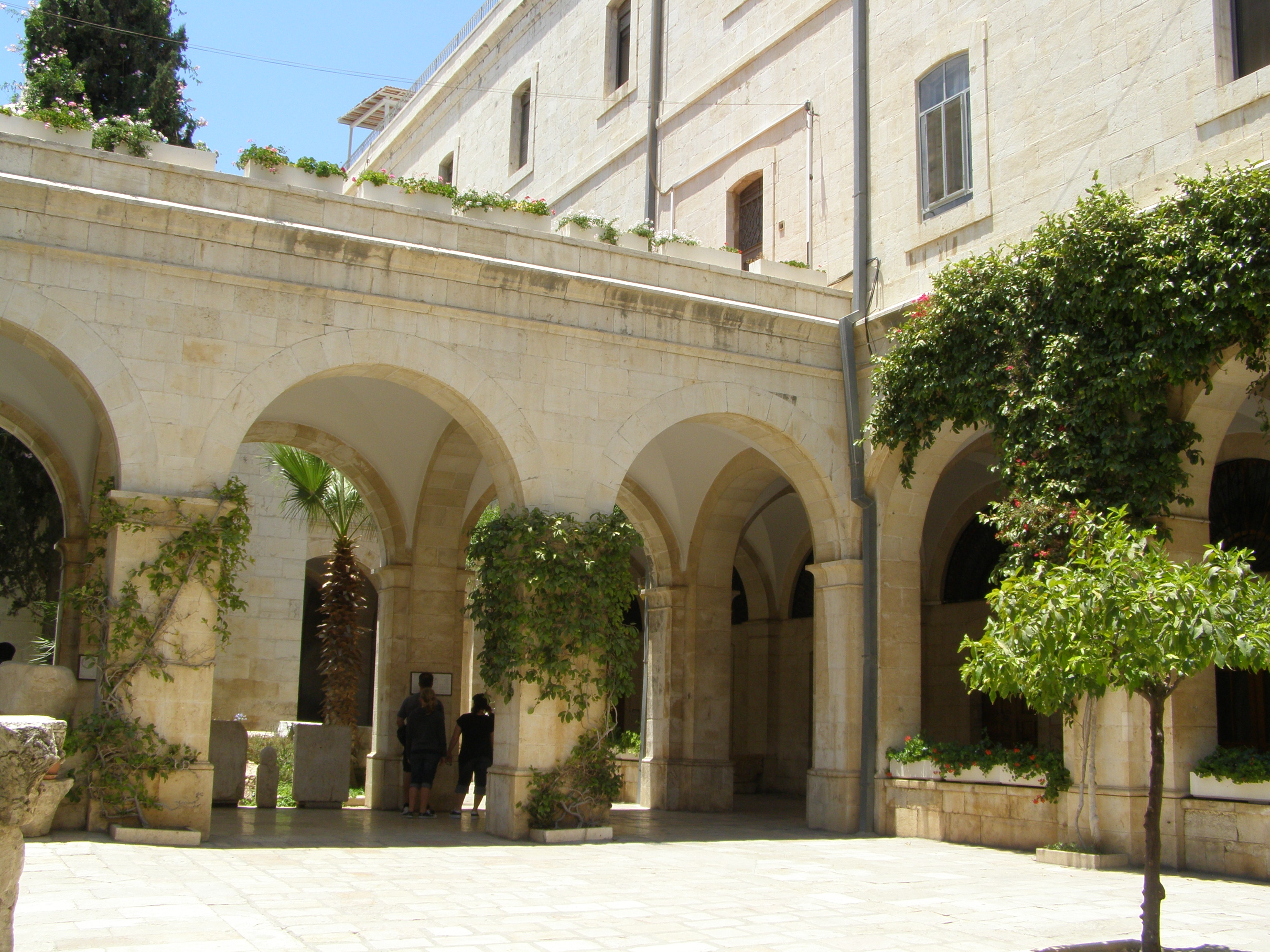
Археологический музей Studium Biblicum Franciscanum, Старый город Иерусалима, Израиль

Studium Biblicum Franciscanum (рус. Францисканское библейское исследование) — название научно-исследовательского учреждения францисканского ордена, которое находится в Иерусалиме и управляется Кустодией Святой Земли. Studium Biblicum Franciscanum является научным факультетом Папского Антонианского университета в Риме.

## История
Свою научную деятельность Studium Biblicum Franciscanum начал в 1924 году. Местом расположения Института стал монастырь францисканцев на Виа Долороза в Старом городе Иерусалима.

## Научная деятельность
Studium Biblicum Franciscanum занимается научными исследованиями в библейской археологии, экзегетики и лингвистики, изучая археологические памятники, находящиеся на территории Израиля, Палестинской автономии и Иордании. Большинство исследований Studium Biblicum Franciscanum финансируется Кустодией Святой Земли. Результаты археологических раскопок ежегодно публикуются в журнале «SBF Liber Annuus», издающемся на латинском языке, и в периодических книжных сериях «SBF Collectio Maior» и «SBF Collectio Minor». Библейские и патристические исследования публикуются в серии «Analecta». Музейная коллекция Института представляется в серии «Museum».
Studium Biblicum Franciscanum является также учебным заведением, после окончания которого выдается диплом бакалавра и присваивается научная степень доктора в области библеистики и библейской археологии.
Studium Biblicum Franciscanum обладает ценной нумизматической коллекцией и собранием керамических изделий районов Ближнего Востока. Коллекции представлены в музее Института. В Studium Biblicum Franciscanum находится библиотека, содержащая в своих фондах около пятидесяти тысяч книг.

## Известные выпускники
- Фредерик Манн (Frédéric Manns) — библеист.